# Heinsius + Sander

Logo von Heinsius + Sander

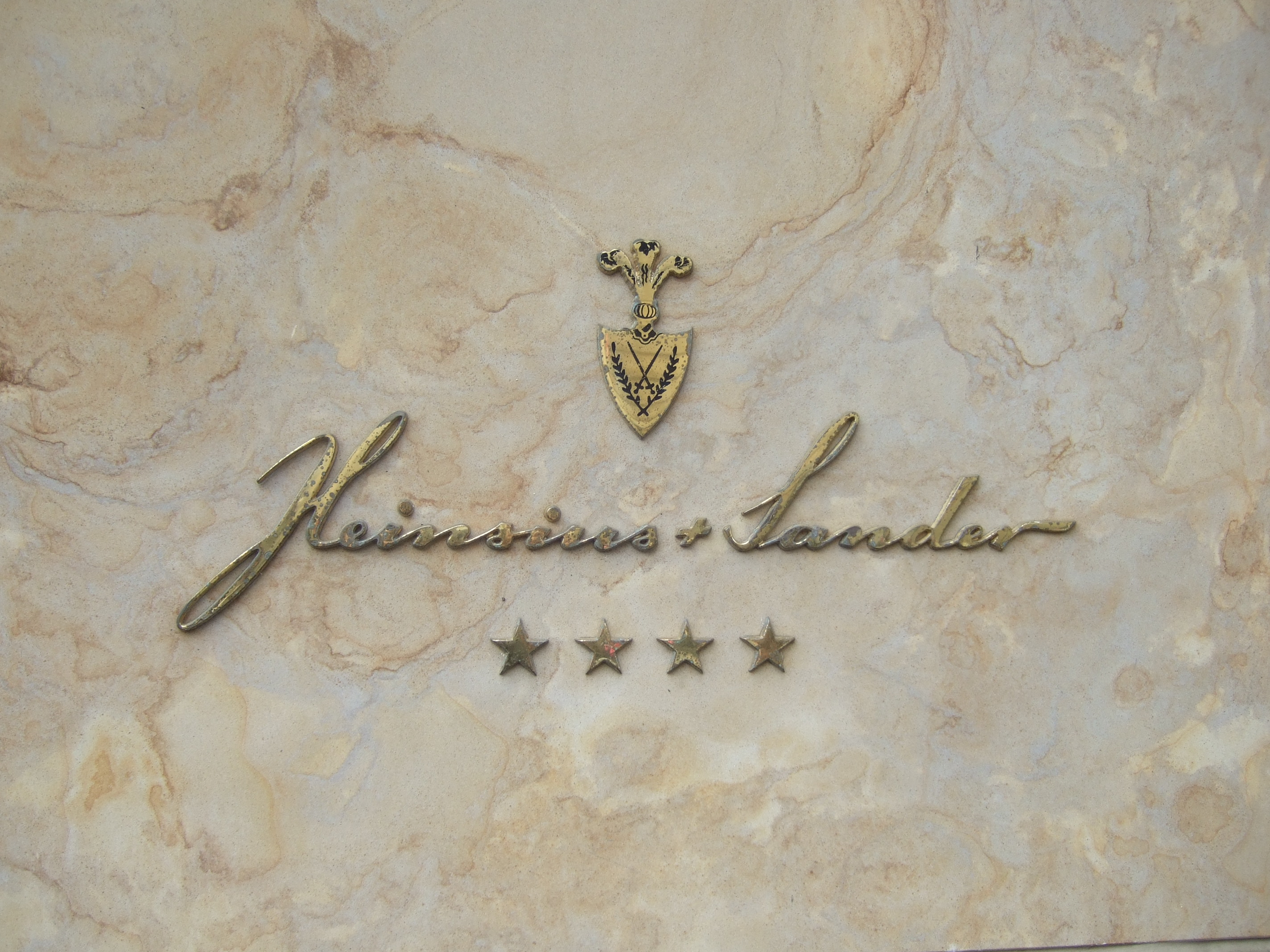
Firmenemblem auf der Fassade des ehemaligen Geschäftshauses

Heinsius & Sander (spätere Bezeichnung Heinsius + Sander) war ein traditionsreiches Textilgeschäft in Kassel.

## Geschichte
Im Oktober 1874 wurde das Geschäft als „Spezialgeschäft für Wäscheausstattung und Betten – Heinsius & Sander“ von Arthur Heinsius und Emil Sander gegründet. Im Jahr 1883 wurde das Geschäft, was nun „Wäsche- und Leinenhaus Heinsius & Sander“ hieß, zum königlich-preußischen Hoflieferanten ernannt. Am 1. April 1897 erwarb Arthur Heinsius das Grundstück in der Oberen Königsstraße 17 und es wurde eine Werkstatt angegliedert. Ab Juni 1911 wurde Wilhelm Heinsius Mitinhaber der Firma. Ab 1916 durften Privatkunden nur noch über einen Bezugsschein einkaufen, da das Sortiment aufgrund des Ersten Weltkriegs hauptsächlich aus Unterzeug für die Kriegsteilnehmer und aus Matratzen und Wäsche für die Lazarette bestand. Im Jahr 1919 schied Emil Sander aus Altersgründen aus dem Unternehmen aus und verstarb 1923. Das Haus in der Oberen Königsstraße 17, dem jetzt das 1909 eingeweihte Rathaus gegenübersteht, wurde im Jahr 1928 erweitert.
Am 22. Oktober 1943 wurde das Geschäftsgebäude bei einem Luftangriff auf Kassel völlig zerstört. Aufgrund dieses Ereignisses verstarb der Inhaber Arthur Heinsius am 25. Oktober, und Wilhelm Heinsius erbte das Geschäft. Zwischen November 1943 und September 1949 waren die Geschäftsräume provisorisch in dem Haus Obere Königsstraße 5 untergebracht.

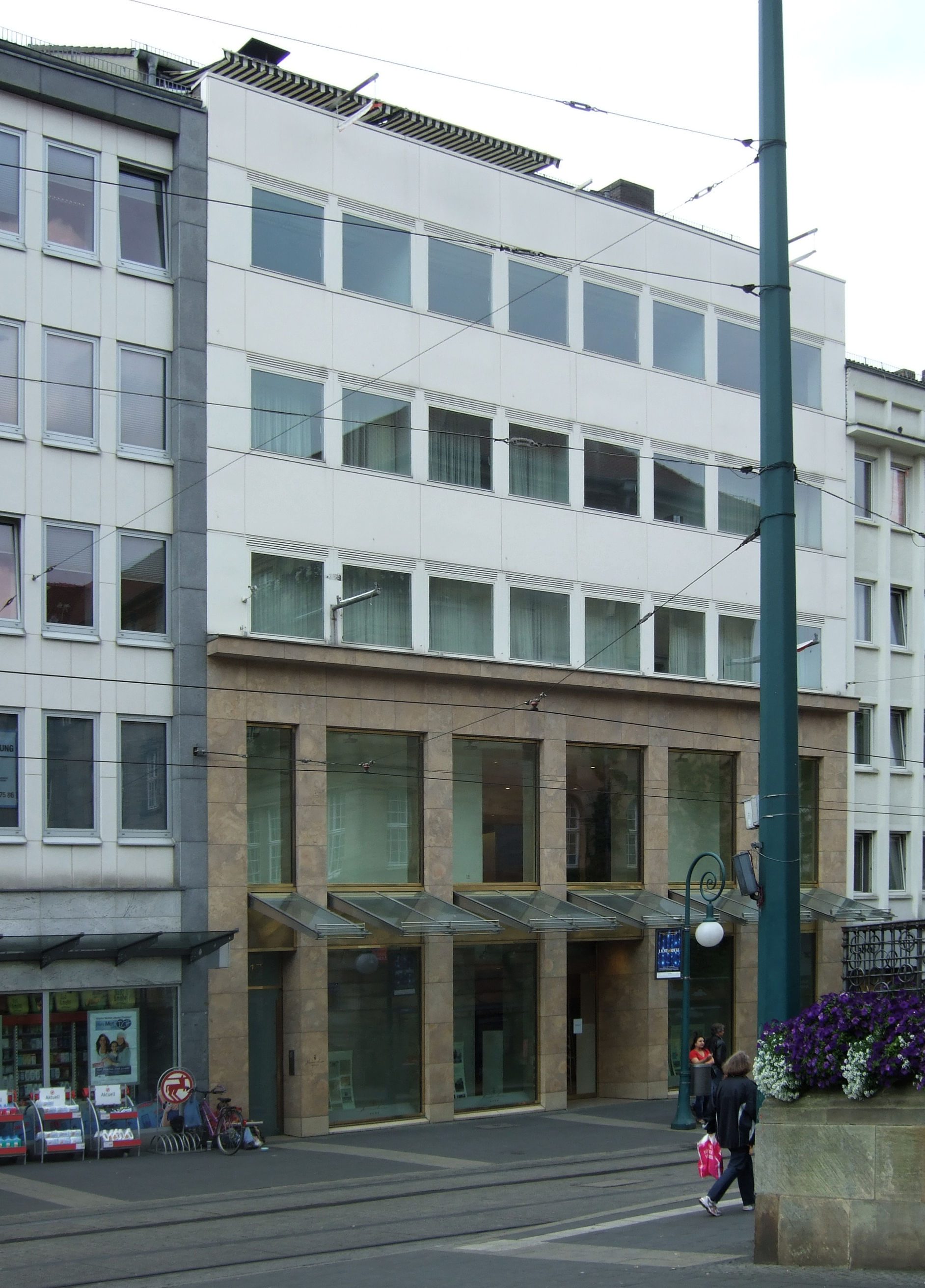
Letztes Geschäftsgebäude in der Oberen Königsstraße 17

Nach den Plänen des Ingenieurs Rothe erfolgte 1949 der Wiederaufbau des zerstörten Geschäftshauses am ursprünglichen Standort in der Oberen Königsstraße 17, und bereits im Jahr 1955 erfolgte ein Aufbau des hinteren Teiles des Erdgeschosses und eine Neugestaltung der Passage nach den Plänen von Werner Hasper.
1961 trat der Schwiegersohn von Wilhelm Heinsius, Gerhard Evers, in das Unternehmen ein. Ende März 1962 schied dann Wilhelm Heinsius aus Altersgründen aus der Geschäftsleitung aus. Im Januar 1967 übernahm Herrmann Wenner die Geschäftsführung.
Am 1. Februar 1970 begann der Aufbau eines fünfstöckigen Vorderhauses, das bereits am 1. Dezember bezogen wurde. Ab Februar 1972 erfolgte der Bau des vierstöckigen hinteren Erweiterungsbaus, der am 2. September eingeweiht wurde.
1975 wurde die Abteilung „Aussteuerwäsche“ ein selbständiges Fachgeschäft in der Oberen Königsstraße. Es folgte ein erneuter großer Umbau im Jahre 1976; dabei entstand eine Passage mit den Abteilungen für Herren- und für Damenwäsche. Am 1. März 1979 traten Britta Melchior, geb. Evers, und Torsten Evers als Kommanditisten in das Unternehmen ein, und am 1. Juli wurde Torsten Evers Geschäftsführer und Einzelprokurist.
Ende Mai 2014 wurde das Unternehmen aufgrund der veränderten Unternehmensbedingungen durch das Online-Geschäft und dadurch verursachte rückläufige Geschäftszahlen aufgelöst. In dem Gebäude ist seitdem eine Drogeriemarktkette angesiedelt.